# Betsy Jones-Moreland
Betsy Jones-Moreland właś. Mary Elizabeth Jones (ur. 1 kwietnia 1930 w Nowym Jorku, zm. 1 maja 2006 w El Monte) – amerykańska aktorka filmowa i telewizyjna

## Filmografia
| Film                                                                                 | Rola                   | Rok wydania | Komentarz        |
| ------------------------------------------------------------------------------------ | ---------------------- | ----------- | ---------------- |
| The Saga of the Viking Women and Their Voyage to the Waters of the Great Sea Serpent | Thyra                  | 1957        |                  |
| Screaming Mimi                                                                       | Jan                    | 1958        |                  |
| Dzień wyjętych spod prawa (Day of the Outlaw)                                        | Pani Preston           | 1959        |                  |
| Ostatnia kobieta na Ziemi                                                            | Evelyn Gern            | 1960        |                  |
| Potwór z morza (Creature from the Haunted Sea)                                       | Mary-Belle Monahan     | 1961        |                  |
| Masakra w dniu świętego Walentego (The St. Valentine's Day Massacre)                 | Dziennikarka           | 1967        |                  |
| Hindenburg (The Hindenburg)                                                          | Imhoff                 | 1975        |                  |
| Ostatni z wielkich (The Last Tycoon)                                                 | Pisarka                | 1976        |                  |
| Gable and Lombard                                                                    | Uczestniczka przyjęcia | 1976        |                  |
| Joni                                                                                 | Pani Barber            | 1980        |                  |
| Terry Mason: Urwany śpiew (Perry Mason: The Case of the Silenced Singer)             |                        | 1990        | Film telewizyjny |
| Perry Mason: Szklana Trumna (Perry Mason: The Case of the Glass Coffin)              | Elinor Harrelson       | 1991        | Film telewizyjny |
| Perry Mason: Opętany mafioso (Perry Mason: The Case of the Maligned Mobster)         | Elinor Harrelson       | 1991        | Film telewizyjny |
| Perry Mason: Śmiercionośne fałszerstwo (Perry Mason: The Case of the Fatal Framing)  | Elinor Harrelson       | 1992        | Film telewizyjny |
| Perry Mason: The Case of the Telltale Talk Show Host                                 | Elinor Harrelson       | 1993        | Film telewizyjny |
| Perry Mason: The Case of the Skin-Deep Scandal                                       | Elinor Harrelson       | 1993        | Film telewizyjny |